# Amazon Web Services
Amazon Web Services (acrònim AWS) descriu alhora una tecnologia i una empresa. L'empresa AWS és una filial d'Amazon.com, i proveeix plataformes d'informàtica al núvol per a particulars, empreses i governs, com a servei de pagament.

## Serveis de l'AWS
- Memòria al núvol : permet d'emmagatzemar tota mena de dades a servidors d'internet.
- Buscador al núvol : permet de realitzar recerques.
- Base de dades Dynamo : o DDB de tipus NoSQL.
- Màquines virtuals on poder executar les aplicacions.

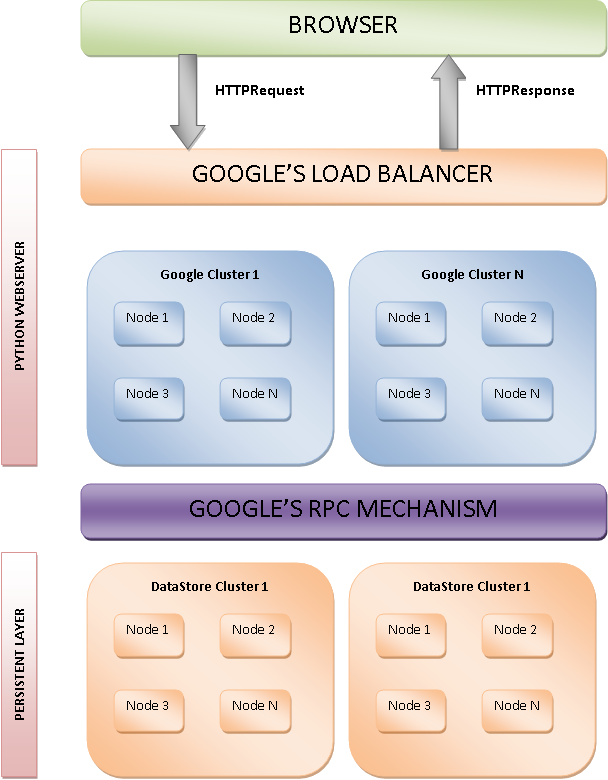
Fig.1 Estructura de l'AWS

- Fig.1 Estructura de l'AWSEines d'anàlisi i mètriques per a mesurar tot tipus d'estadística.